# Case Study Houses

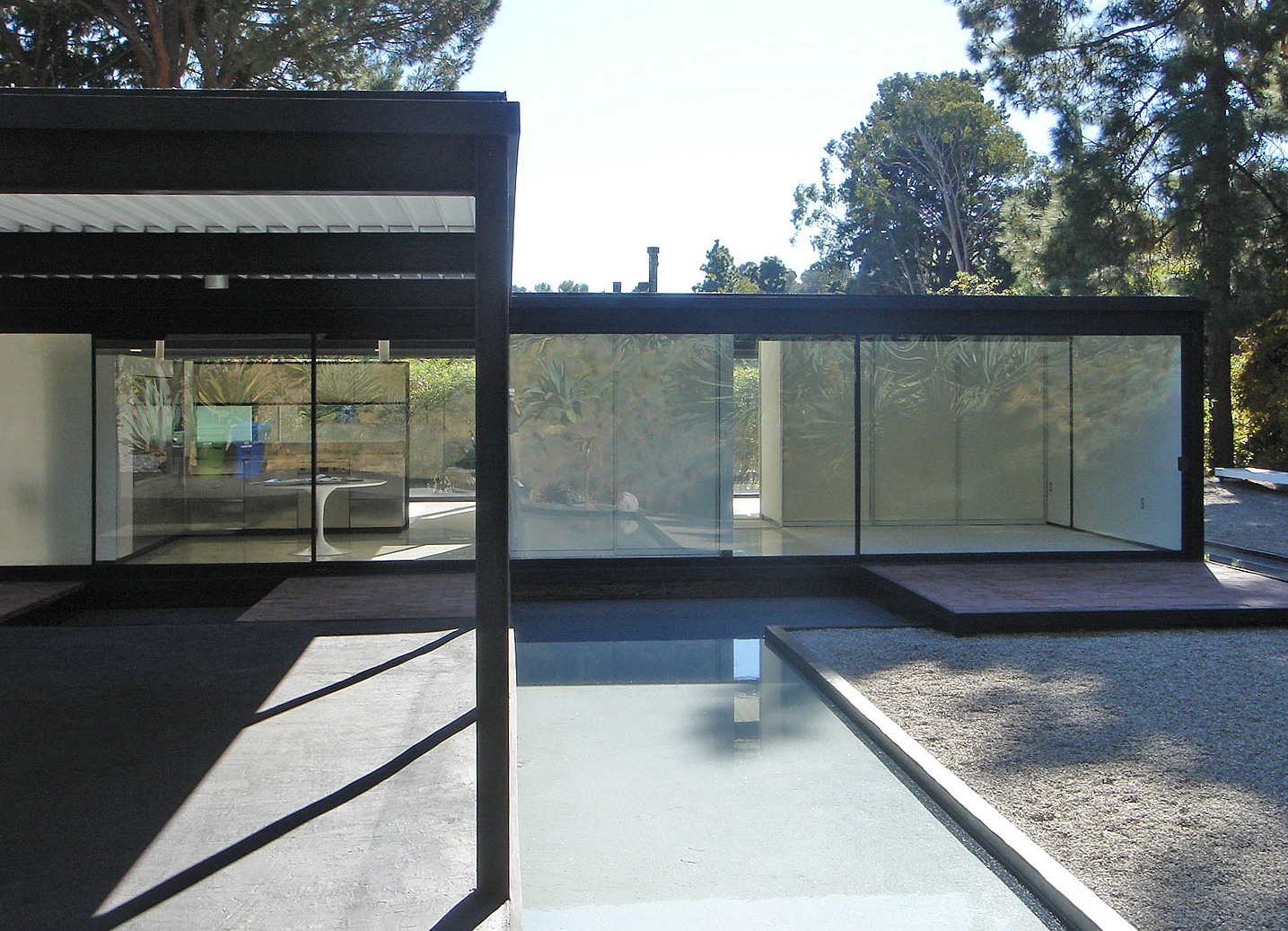
Pierre Koenig, Case Study House 21, Los Angeles

De thuiskomst van geallieerde Amerikaanse soldaten resulteerde in een gecombineerd initiatief van verschillende grote architecten (onder wie Richard Neutra, Raphael Soriano, Craig Ellwood, Charles en Ray Eames, Pierre Koenig en Eero Saarinen) genaamd the ‘case study house program', opgezet door John Entenza en gesponsord door het tijdschrift Arts & Architecture. 
Het doel van Entenza was om de residentiële housing boom, wat het gevolg was van de Tweede Wereldoorlog, tegen te gaan. Het programma bestond uit een catalogus van goedkope en efficiënte woningen, de ‘case study houses’. Het programma vond met tussenpozen plaats van 1945 tot 1966. 
De eerste zes woningen waren gebouwd voor 1948 en trokken meer dan 350.000 bezoekers. Terwijl niet alle 36 ontwerpen zijn gebouwd zijn de meeste gebouwd in de omgeving van Los Angeles; enkele kunnen teruggevonden worden in de San Francisco Bay Area en één werd gebouwd in Phoenix. Julius Shulman, een architectuurfotograaf, verzorgde voor enkele woningen de fotografie.

## Lijst met Case Study Houses
| Nummer | Naam            | Architect(en)                          | Publicatie     | Bouwjaar | Toestand   | Adres                       | Stad                 | Arts & Architecture-pdf-link |
| ------ | --------------- | -------------------------------------- | -------------- | -------- | ---------- | --------------------------- | -------------------- | ---------------------------- |
| 1      |                 | J.R. Davidson                          | Februari 1948  | 1948     | Bestaand   | 10152 Toluca Lake Avenue    | North Hollywood      | CSH#1[dode link]             |
| 2      |                 | Sumner Spaulding en John Rex           | Augustus 1947  | 1947     | Bestaand   | 857 Chapea Road             | Pasadena             | CSH#2[dode link]             |
| 3      |                 | William Wurster en Theodore Bernardi   | Maart 1949     | 1949     | Bestaand   | 12187 Chalon Road           | Los Angeles          | CSH#3[dode link]             |
| 4      | Greenbelt House | Ralph Rapson                           | September 1945 |          | Ongebouwd  |                             |                      | CSH#4[dode link]             |
| 5      | Loggia House    | Whitney R. Smith                       | April 1946     |          | Ongebouwd  |                             |                      | CSH#5[dode link]             |
| 6      | Omega           | Richard Neutra                         | Oktober 1945   |          | Ongebouwd  |                             |                      | CSH#6[dode link]             |
| 7      |                 | Thornton Abell                         | Juli 1948      | 1948     | Bestaand   | 634 North Deerfield Avenue  | San Gabriel          | CSH#7[dode link]             |
| 8      | Eames House     | Charles en Ray Eames                   | December 1949  | 1949     | Bestaand   | 203 Chautauqua Boulevard    | Pacific Palisades    | CSH#8[dode link]             |
| 9      | Entenza House   | Charles Eames en Eero Saarinen         | Juli 1950      | 1949     | Vernieuwd  | 205 Chautauqua Boulevard    | Pacific Palisades    | CSH#9[dode link]             |
| 10     |                 | Kemper Nomland en Kemper Nomland, Jr.  | Oktober 1947   | 1947     | Bestaand   | 711 San Rafael Avenue       | Pasadena             | CSH#10[dode link]            |
| 11     |                 | J.R. Davidson                          | Juli 1946      | 1946     | Vernietigd | 540 South Barrington Avenue | West Los Angeles     | CSH#11[dode link]            |
| 12     |                 | Whitney R. Smith                       | Februari 1946  |          | Ongebouwd  |                             |                      | CSH#12[dode link]            |
| 13     | Alpha           | Richard Neutra                         | Maart 1946     |          | Ongebouwd  |                             |                      | CSH#13[dode link]            |
| 15     |                 | J.R. Davidson                          | Januari 1947   | 1947     | Bestaand   | 4755 Lasheart Drive         | La Cañada Flintridge | CSH#15[dode link]            |
| 16     |                 | Rodney Walker                          | Februari 1947  | 1947     | Vernietigd | 9945 Beverly Grove Drive    | Beverly Hills        | CSH#16[dode link]            |
| 17A    |                 | Rodney Walker                          | Juli 1947      | 1947     | Bestaand   | 7861 Woodrow Wilson Drive   | Los Angeles          | CSH#17[dode link]            |
| 17B    |                 | Craig Ellwood                          | Maart 1956     | 1956     | Bestaand   | 9554 Hidden Valley Road     | Beverly Hills        | CSH#17[dode link]            |
| 18A    | West House      | Rodney Walker                          | Februari 1948  | 1948     | Bestaand   | 199 Chautauqua Boulevard    | Pacific Palisades    | CSH#18[dode link]            |
| 18B    |                 | Craig Ellwood                          | Februari 1958  | 1958     | Bestaand   | 1129 Miradero Road          | Beverly Hills        | CSH#18[dode link]            |
| 19A    |                 | Don Knorr                              | September 1947 |          | Ongebouwd  |                             |                      | CSH#19[dode link]            |
| 20A    |                 | Richard Neutra                         | December 1948  | 1948     | Bestaand   | 219 Chautauqua Boulevard    | Pacific Palisades    | CSH#20[dode link]            |
| 20B    | Bass House      | C. Buff, C. Straub, D. Hensman         | November 1958  | 1958     | Bestaand   | 2275 Santa Rosa Avenue      | Altadena             | CSH#20[dode link]            |
| 21A    |                 | Richard Neutra                         | Mei 1947       |          | Ongebouwd  |                             |                      | CSH#21[dode link]            |
| 21B    | Bailey House    | Pierre Koenig                          | Februari 1959  | 1958     | Bestaand   | 9048 Wonderland Park Avenue | West Hollywood       | CSH#21[dode link]            |
| 1950   |                 | Raphael Soriano                        | December 1950  | 1950     | Vernieuwd  | 1080 Ravoli Drive           | Pacific Palisades    | CSH1950[dode link]           |
| 1953   |                 | Craig Ellwood                          | Juni 1953      | 1953     | Bestaand   | 1811 Bel Air Road           | Bel-Air              | CSH1953[dode link]           |
| 22     | Stahl House     | Pierre Koenig                          | Juni 1960      | 1960     | Bestaand   | 1635 Woods Drive            | West Hollywood       | CSH#22[dode link]            |
| 23     | Triad           | Killingsworth, Brady, Smith & Assoc.   | Maart 1961     | 1960     | Bestaand   | Rue de Anna                 | La Jolla             | CSH#23[dode link]            |
| 24     |                 | A. Quincy Jones en Frederick E. Emmons | December 1961  |          | Ongebouwd  |                             |                      | CSH#24[dode link]            |
| 25     | Frank House     | Killingsworth, Brady, Smith & Assoc.   | December 1962  | 1962     | Bestaand   | 82 Rivo Alto Canal          | Long Beach           | CSH#25[dode link]            |
| 26     | Harrison House  | Beverley "David" Thorne                | Januari 1963   | 1963     | Bestaand   | San Marino Drive            | San Rafael           | CSH#26[dode link]            |
| 27     |                 | Campbell en Wong                       | Juni 1963      |          | Ongebouwd  |                             |                      | CSH#27[dode link]            |
| 28     |                 | C. Buff en D. Hensman                  | September 1965 | 1966     | Bestaand   | 91 Inverness Road           | Thousand Oaks        | CSH#28[dode link]            |
| Apt 1  |                 | Alfred N. Beadle en Alan A. Dailey     | September 1964 | 1964     | Bestaand   | 4402 28th Street            | Phoenix, Arizona     | CSApts#1                     |
| Apt 2  |                 | Killingsworth, Brady, Smith & Assoc.   | Mei 1964       |          | Ongebouwd  |                             |                      | CSApts#2                     |